# Arcidiecéze rižská
Arcidiecéze rižská (latinsky Archidioecesis Rigensis) je římskokatolická diecéze v Lotyšsku, která zaujímá severovýchod této země, a je rozlohou shodná k rozloho historického Livonska. Katedrálním kostelem je dóm sv. Jakuba v Rize. Současným rižským arcibiskupem je Zbigņevs Stankevičs. Arcidiecéze je součástí Rižské církevní provincie, jejími sufragánními diecézemi jsou:
- diecéze Liepāja
- diecéze Jelgava
- diecéze Rēzekne-Aglona.

## Stručná historie
Livonská diecéže vznikla v roce 1186 a jejím sídlem bylo město Ikšķile (Üxküll). Biskup Albert von Buxthoeven v roce 1201 založil město Riga a
přenesl do něj sídlo biskupství. O rok později založil Řád mečových bratří, který byl formálně podřízen rižským biskupům. Již v roce 1207 bylo území Livonska nazváno Terra Mariana a biskupství se stalo řísšským lénem. Již v roce 1253 bylo povýšeno na arcibiskupství, později bylo inkorporováno Řádu německých rytířů. V roce 1563 byla arcidiecéze sekularizována a zanikla.
Roku 1918 byla nově založena diecéze rižská, která se v roce 1923 stala arcidiecézí bezprostředně podřízenou Sv. Stolci, a roku 1937, po zřízení diecéze Liepāja se stala metropolitní.